# Walter Hanusch
Walter Hanusch (* 21. Mai 1934 in Frankfurt am Main) ist ein deutscher Bildhauer, Objektkünstler, Zeichner und Druckgraphiker.

## Leben und Werk
Nach einer Lehre als Maschinenschlosser entschied Walter Hanusch 1958, sich der Kunst zuzuwenden. Eigentlich Autodidakt bildete er sich auf dem Gebiet der Zeichnung weiter über die Freundschaft zu dem Frankfurter Künstler Wolfgang Klee, der an der Städelschule bei Heinz Battke studiert hatte. Hanusch professionalisierte sich in der Druckgraphik bei Eberhard Behr, Leiter der Druckwerkstätten an der Werkkunstschule Offenbach, der späteren Hochschule für Gestaltung in Offenbach am Main, und bei Christian Kruck, Dozent für Druckgraphik an der Frankfurter Städelschule.
Zwischen 1963 und 1970 lebte und arbeitete Walter Hanusch in einem in 9 m² großem Dachzimmer in Frankfurt. 1970 zog er in ein Hochhaus in der Nordweststadt Frankfurts. Beengtheit und Anonymität des Wohnens führten zu der Werkgruppe der „Gefängnisse“ und „Isolierten Zustände“, die aus Schubladen, Paletten, Ballenbrettern und Zigarrenkisten als Tafelbildersatz gebaut wurden.

„Die früheren Arbeiten Walter Hanuschs sind bitter, sarkastisch, zeigen eine Vielzahl von Figürchen, vergittert, verrammelt, eingeschlossen, sich selbst einschließend. Gitter, Stäbe, Zellen, verwaltete Welten, traurig reduziertes Leben: alles zu!
Später dann, in manchen Kästen, blitzt es auf: Ironie, Gegenwehr. Es ist nicht mehr so deutlich, ob da einer nicht seine kleine Kiste mit Absicht verschließt gegen die Außenwelt und sie mit Farbe anfüllt: Kraft entsteht durch Fantasie, als Abwehr gegen Druck und Zwang.“

Ab 1973 führte Hanusch eine Druckwerkstatt für Lithographie und Radierung in einem Gewerbegebäude an der Peripherie Frankfurts. Viele Künstler drucken bei Walter Hanusch, z. B. Dieter Krieg. 1975 nahm Walter Hanusch an der 1. Ersatzkunst-Ausstellung teil, die von den Künstlern Vollrad Kutscher und Stephan Keller organisiert wurde.
1980 wendete sich Hanusch dem Material Schrott zu und richtet sich eine Metallwerkstatt ein. Prägende Erfahrungen des Zweiten Weltkriegs, den er als Kind im Frankfurter Gallusviertel erlebte, haben sich in sein Werk eingeschrieben. Er arbeitet mit Fundmaterial aus Eisen, darunter auch Bombensplitter, das er zu figurativen Werken formt, so genannter „Schrottplastik“. Ab 1981 wurde der Künstler von der Frankfurter Galerie Timm Gierig vertreten, die seine Werke auf der Art Cologne und der Art Basel zeigte.
Seit 1986 verschiedene Lehraufträge für Drucktechniken an der Städelschule, Kunstakademie Trier und in Gießen.
Walter Hanusch lebt und arbeitet in Frankfurt am Main.

## Ausstellungen
- 1980: Zimmergalerie des Schriftstellers Adam Seide, Frankfurt am Main
- 1981: Galerie Timm Gierig – Frankfurt am Main (Katalog: „Die Kästen“)
- 1982: Kunsthalle Darmstadt
- 1983: Kunstverein Wolfenbüttel
- 1984: Studio 51 – Galerie der Aufbau AG der Stadt Frankfurt am Main
- 1986: ART 17 Basel, Galerie Timm Gierig: One-Man-Show
- 1987: Galerie Raab, Fulda
- 1988: Galerie Timm Gierig, Frankfurt am Main
- 1992: Studio 51 – Galerie der Aufbau AG der Stadt Frankfurt am Main
- 1994: Galerie Timm Gierig, Frankfurt am Main: Retrospektive zum 60. Geburtstag (Katalog: „Die Plastik“) / Marielies Hess-Stiftung, Goldhalle, Hessischer Rundfunk
- 1997: Studio 51 – Galerie der Aufbau AG der Stadt Frankfurt am Main
- 2001: DASA-Galerie Dortmund: „Transformationen – Eisen, Holz und Schrott“ (Katalog)
- 2002: Akademie für Tonkunst Darmstadt
- 2004: Bundesbank Frankfurt / Landratsamt Wetzlar
- 2007: Museum für Kunst und Kulturgeschichte der Philipps-Universität Marburg: „Skulpturen und Grafik“
- 2010: Galerie Netuschil, Darmstadt
- 2011: Abtei Marienstatt
- 2012: Galerie Schamretta, Frankfurt am Main
- 2015: Grafschaftsmuseum Wertheim (zusammen mit Arbeiten von Erika Orysik)
- 2018: Galerie Schamretta, Frankfurt am Main
- 2021: AusstellungsHalle, Schulstraße 1A, Frankfurt am Main, „Ersatzkunst. Die Wüsten-Jahre 1974–1985“
- 2024: AusstellungsHalle, Schulstraße 1A, Frankfurt am Main (Katalog)

## Arbeiten in öffentlichem Besitz
- Aufbau AG der Stadt Frankfurt am Main, heutiger Standort: ABG Holding Frankfurt am Main
- Museum Heilbronn
- DASA – Bundesanstalt für Arbeitsschutz und Arbeitsmedizin, Dortmund
- Museum Würth Künzelsau
- Museum für Kunst und Kulturgeschichte der Philipps-Universität Marburg
- Zahlreiche Privatsammlungen in Deutschland und der Schweiz